# قنفذ متوسط
قنفذ متوسط (الاسم العلمي: Mesechinus)، جنس من القنافذ. يضم أربعة أنواع من شرق آسيا:
- قنفذ دوري (Mesechinus dauuricus)
- قنفذ هيو (Mesechinus hughi)
- قنفذ الغابة غاوليغونغ (Mesechinus wangi)
- قنفذ الغابة صغير الأسنان (Mesechinus miodon)